# Christopher Reitz
Christopher Reitz es un diseñador automotriz nacido el 24 de abril de 1968 en Salzburgo, Austria, y que ocupó el cargo de jefe de diseño de Alfa Romeo hasta febrero del 2010.

## Biografía

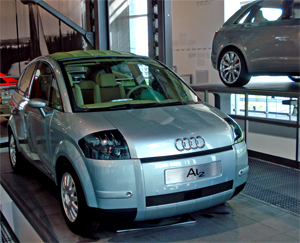
Audi Concept AL2

Christopher Reitz se graduó en Diseño de Transporte en el European Art Center College of Design de Suiza.
En 1993 se incorporó a Volkswagen en Wolfsburg, y de 1996 a 1998 trabajó para Audi en Ingolstadt, donde estuvo a cargo del departamento de diseño avanzado.
En 1999 se unió a Nissan, ocupando diversos cargos, incluyendo Jefe de estudio de diseño y miembro del grupo de estrategia de diseño global de la marca.

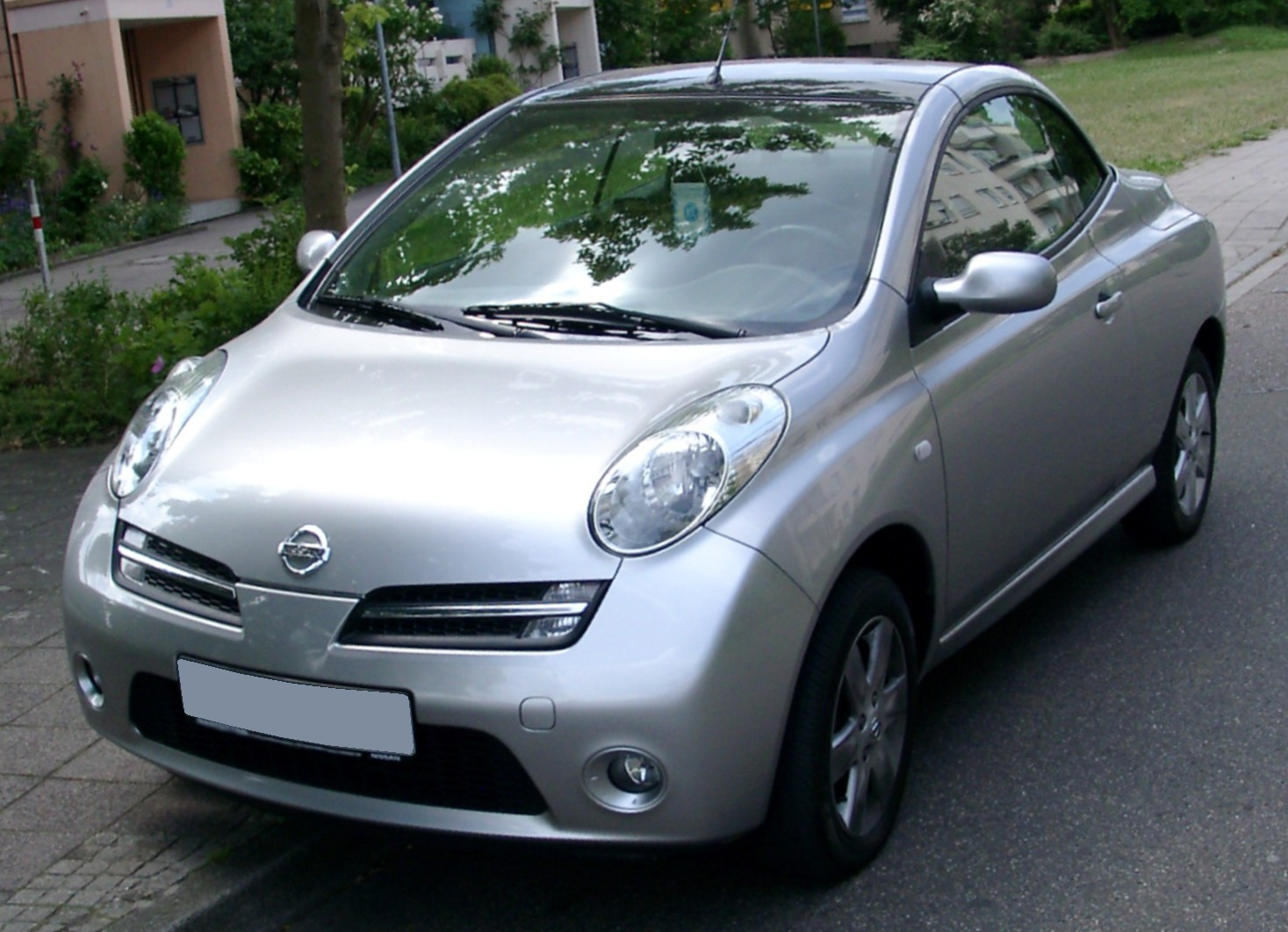
Nissan Micra C+C

En enero de 2005 Christopher Reitz fue nombrado jefe de la marca Centro Stile Fiat, sustituyendo a Flavio Manzoni y asumiendo la responsabilidad de los diseños de las marcas Fiat, Lancia y vehículos industriales ligeros del grupo.
A finales del 2007 deja la dirección de Centro stile Fiat, cargo que pasaría a ocupar Roberto Giolito y es promovido a jefe de diseño de Centro Stile Alfa Romeo en sustitución de Frank Stephenson.
Reitz además del diseño exterior, ha desarrollado los interiores de varios modelos, incluido el Volkswagen Lupo, Audi A4, Audi A2, y el Nissan Micra, y él haber participado y coordinado proyectos como el Volkswagen Noah, Audi AL2, Nissan CrossBow, Nissan Micra C+C y el Nissan Evalia.
En 2010 deja Alfa Romeo para situar su base en Barcelona.
En 2012 se presenta la marca Tauro Sport Auto con los modelos diseñados por Reitz.